# Loreto (Bolivia)
Loreto es una localidad y municipio de Bolivia, capital de la provincia de Marbán del departamento del Beni. Se encuentra a 54 km de la ciudad de Trinidad, capital del departamento, y la localidad está a una altitud de 150 metros sobre el nivel del mar. Se encuentra asentada a orillas del río Tico, en el Valle del Palmar. La población es de origen multiétnico y se habla español, con un mínimo porcentaje que habla la lengua moxeña.
El pueblo fue la primera misión jesuítica de la región de los llanos de Moxos. Loreto fue fundado en 1682 por el padre jesuita Pedro Marbán, acompañado por Cipriano Barace y José del Castillo, dando inicio a lo que se conoció como las misiones de Moxos.

## Historia
Loreto fue fundada con el nombre de Nuestra Señora de Loreto como misión jesuita el 25 de marzo de 1682 por los padres Pedro Marbán y Cipriano Barace, convirtiéndose en la primera misión de Moxos. La primera fundación del pueblo se dio a orillas de la laguna Azere, hoy llamada laguna Los Anteojos, cerca al río Mamoré aproximadamente a 20 km de su ubicación actual. Luego, la misión fue trasladada cerca de la laguna Sachecure.
En 1919 los padres de la misión de Ascensión de Guarayos fueron enviados por orden del Obispado de Santa Cruz de la Sierra a Loreto con el objetivo de trasladar las campanas de la iglesia de Loreto y llevarlas a la Catedral de Santa Cruz. Los habitantes del pueblo se opusieron al traslado de las campanas, por lo cual llevaron a cabo un cabildo abierto expresando su rechazo a la decisión desde Santa Cruz y arguyendo que Loreto ya no forma parte del obispado sino del Vicariato apostólico de El Beni. Junto con esto el cabildo resolvió la creación de una Junta Pro-Templo, con el fin de recolectar fondos donados para la iglesia de Loreto.

## División administrativa
Hasta el 2009, año en que se cambió la Constitución Política del Estado, el municipio de Loreto comprendía los cantones de Loreto, Limuquije, Sachojere, San Antonio de Loras, Perotó y San Lorenzo. Sin embargo, los cantones ya no son reconocidos como división territorial en Bolivia.

## Geografía
El municipio de Loreto ocupa la mitad occidental de la provincia de Marbán, en el sureste del departamento del Beni. Limita al norte con el municipio de Trinidad en la provincia de Cercado, al este con el municipio de San Andrés, al sur con los departamentos de Cochabamba y Santa Cruz, y al oeste con el municipio de San Ignacio de Moxos en la provincia de Moxos.
La topografía está compuesta por bosques, sabanas, sabanas con arboledas y llanuras aluviales con bosque de galería.
Tiene suelos altamente arcillosos, compactos a arenosos y limosos, poco fértiles aptos más para ganadería que para agricultura. Estos suelos consisten en inmensas sabanas o llanuras cubiertas de pastizal, con inundación ocasional a estacional en época de lluvias, bosques húmedos y bajíos empantanados.
Presenta un clima cálido con temperatura promedio de 31 °C y la humedad relativa promedio es de 75%. Los ríos principales del municipio son el Mamoré, Chapare, Isiboro e Ibare.

## Demografía
De acuerdo con el censo boliviano de 2024, la población del municipio de Loreto es de 4 263 habitantes.
La población del municipio aumentó casi una quinta parte entre 1992 y 2024:
| Año  | Habitantes (municipio) | Habitantes (localidad) | Fuente |
| ---- | ---------------------- | ---------------------- | ------ |
| 1992 | 3.679                  | 626                    | Censo  |
| 2001 | 3.859                  | 843                    | Censo  |
| 2012 | 3.828                  | 128                    | Censo  |
| 2024 | 4.263                  |                        | Censo  |

La población de la localidad ha fluctuado en las últimas dos décadas. El importante descenso de la última década se debe a que la localidad de Loreto se ha dividido en los tres diferentes comunidades, Loreto (128 habitantes), 27 de Mayo (235 habitantes) y 10 de Diciembre (291 habitantes). Por otro lado, la población del municipio ha aumentado solo marginalmente en las últimas dos décadas:

## Economía
En la zona se cultiva maíz, yuca, plátano, arroz, caña y cítricos; aunque la ganadería es la producción comercial más importante. Loreto es el centro ganadero más importante, es el lugar donde empezó la ganadería bovina con los jesuitas y se propagó debido a las extensiones de pasto natural. El municipio abastece de numerosos alimentos y artesanías a la ciudad de Trinidad y otra parte de su producción está destinada a las estancias ganaderas próximas a las comunidades.

## Transporte
Loreto se encuentra a 55 km por carretera al sureste de Trinidad, la capital departamental, y se puede llegar a través de un enlace de carretera sin asfaltar.
Desde Trinidad, un camino vecinal recorre 36 kilómetros al sureste pasando la Laguna Suárez hasta San Andrés. De allí se bifurca un camino vecinal en dirección suroeste, cruza el río Ibare y luego de 19 kilómetros llega a Loreto.

## Cultura
En Loreto nació el folclore moxeño. En la época de las misiones, los nativos moxeños celebraban los acontecimientos más importantes de la comunidad, entre las que se pueden citar: el festejo de la cacería del tigre, del ciervo, la pesca, la cosecha, la victoria sobre los enemigos y algunos ritos de astros celestiales.
Una de las danzas que encontraron los jesuitas recién llegados fue la de los Tontochis, nombrado así por el sonido del ritmo producido por el sancuti y los paichachíes que cuelgan de los tobillos en forma de cascabeles.